# Новое еврейское кладбище (Краков)
 Памятник культуры Малопольского воеводства: регистрационный номер А-1101 от  24 марта 1999 года.
Новое еврейское кладбище (пол. Nowy cmentarz żydowski) — иудейское кладбище, находящееся в Кракове (Польша) в историческом еврейском районе Казимеж на улице Мёдова 55 — 58. Кладбище является зарегистрированным охраняемым историческим памятником Малопольского воеводства. В Кракове также сохранилось старое еврейское кладбище.

## История
Новое еврейское кладбище в Кракове было основано в 1800 году после того, как местная еврейская община купила земельный участок у католических монахов-августинцев. В 1836 году кладбище было расширено за счёт вторичной покупки земли у августинцев. В 20-х годах XX столетия участок Нового еврейского кладбища был почти заполнен. С 1932 года иудейские захоронения стали проводиться на другом кладбище, которое было обустроено на купленном в 1926 году земельном участке на стороне улиц Авраама и Иерусалимской. Эти два кладбища во время немецкой оккупации Кракова стали естественной границей концентрационного лагеря Плашов.
Во время Второй мировой войны Новое еврейское кладбище было закрыто и городские оккупационные власти занимались продажей надгробий местным каменщикам. Надгробия также использовались в качестве строительного материала для мощения улиц в концентрационном лагере Плашов и во дворе лагерной комендатуры гауптштурмфюрера Амона Гёта. Большинство могил в это время были разорены и останки захороненных были разбросаны по территории кладбища в открытом виде.
После окончания войны местный еврейский инженер Якуб Стендинг перевёз из концентрационного лагеря Плашова сохранившиеся там надгробия на территорию кладбища.
В 1957 году территория Нового еврейского кладбища была отремонтирована за счёт организации Джойнт.
24 марта 1999 года кладбище было внесено в реестр памятников культуры Малопольского воеводства.
В настоящее время площадь кладбища составляет 4,5 гектара и на его территории находятся около 10 тысяч захоронений. Самое старое захоронение датируется 1809 годом. На территории кладбища также располагаются памятник жертвам Холокоста и воинское кладбище № 387 времён Первой мировой войны.

## Известные личности, похороненные на кладбище
- Квятек, Юзеф (1874—1910) — активист Польской социалистической партии, революционер-подпольщик, журналист.
- Тхон, Осия (1870—1936) — раввин, деятель сионистского движения.

## Источник
- Przemysław Burchard: Pamiątki i zabytki kultury żydowskiej w Polsce. Warszawa: 1990, стр. 202—206.